# 稲川義貴
稲川義貴（いながわ よしたか、1978年 - ）は、日本の元軍人、格闘家。日本ボディーガード協会名誉顧問。

## 人物・来歴
1978年、東京都出身。幼少時代に父から神刀流を習得し、中学生のときに水引師範に師事。高校2年で総合格闘技を始める。
高校卒業後は、国内外で様々な戦闘訓練・武術修行を重ねた。陸上自衛隊中央即応連隊、警察庁警察大学校などへの指導の他、米軍特殊部隊の格闘技教官の指導実績もある。2005年には、ゼロレンジコンバットを設立した。
弟子の1人に俳優の坂口拓がいる。